# 井出敬二
井出 敬二（いで けいじ、1957年 - ）は、外交官。
外務省大臣官房審議官、駐ロシア公使、駐クロアチア特命全権大使を経て、国際テロ対策・組織犯罪対策協力担当特命全権大使兼政府代表兼北極担当大使。

## 経歴
東京都出身。1980年東京大学経済学部を卒業し、外務省入省。1981年から1984年までアメリカ国防総省外国語学校（Defense Language Institute : DLI）ロシア語科及びハーバード大学ロシア研究センター、モスクワ大学文学部ロシア語学科に留学しロシア語研修を受ける。1984年から1985年まで在ソヴィエト連邦日本国大使館二等書記官（鹿取泰衛大使秘書）。1985年7月から外務省情報調査局分析課勤務。
外務省経済局国際経済第二課首席事務官、欧亜局ソビエト連邦課課長補佐、総合外交政策局総務課首席事務官を経て、1994年OECD日本政府代表部（パリ）一等書記官（貿易担当）、1997年在ロシア日本国大使館広報文化センター長・参事官（報道担当）、2001年外務省アジア大洋州局地域政策課長、2003年外務省経済局開発途上地域課長。
2004年2月から在中国日本大使館広報文化センター長・公使（報道担当）（マスコミ、文化交流、教育交流、青年交流等を担当）。中国のマスコミとの幅広い交流から、中国発の報道、日本の中国報道に対して深い洞察を通じた、外交戦略までの提言などで著書がある。中国政府系サイト「中国網（チャイナネット）」では、日本語と中国語によって、日本人と中国人の習慣や考え方、文化の違いを、日本人とうまく付き合う方法という視点で、主に中国人に対して発信する連載コラムを持っている。
2007年から外務省大臣官房参事官（国会担当）としてねじれ国会の参議院を担当。2007年8月から外務省大臣官房審議官（国会担当）。2009年7月14日外務省大臣官房審議官兼国際情報統括官付。2010年8月20日から在ロシア日本国大使館筆頭公使兼アルメニア兼トルクメニスタン兼ベラルーシ公使。2013年12月19日からクロアチア共和国駐箚特命全権大使。2016年6月3日から特命全権大使（国際テロ対策・組織犯罪対策協力担当）兼国際テロ対策・組織犯罪対策協力のための日本政府代表。同年、特命全権大使（国際貿易・経済担当）兼自由貿易・経済連携協定交渉に参加するための日本政府代表。2017年特命全権大使（ロシアにおける日本年担当兼北極担当）兼務。2020年ソクラコラムニスト。

## 同期入省
- 末松義規（12年内閣府副大臣・96年衆議院議員）
- 石井正文（17年インドネシア大使・13年国際法局長）
- 大村昌弘（17年フィジー大使）
- 川村裕（20年ノルウェー大使・18沖縄大使・14年コートジボワール大使）
- 越川和彦（16年JICA副理事長・14年スペイン大使・12年官房長）
- 鈴鹿光次（16年アフガニスタン大使）
- 鈴木康久（18年ニカラグア大使・16年レオン総領事）
- 山田文比古（08年東京外国語大学教授）
- 片上慶一（17年イタリア大使・16年外務審議官（経済担当））
- 北野充（14年ウィーン代表部大使・12年軍縮不拡散・科学部長・19年アイルランド大使）
- 石川和秀（14年フィリピン大使・12年南部アジア部長）
- 藤原聖也（14年アルジェリア大使）
- 山崎純（18年シンガポール大使・15年スウェーデン大使・14年儀典長）
- 渡邉正人（17年ブルガリア大使・15年バングラデシュ大使）
- 堀之内秀久（19年オランダ大使・16年カンボジア大使・14年ロサンゼルス総領事）
- 野田仁（18年ルーマニア大使・15年エクアドル大使）
- 髙橋礼一郎（18年オーストラリア大使・15年ニューヨーク総領事・11年アフガニスタン大使）
- 葉室和親（12年トンガ大使）
- 小原雅博（15年東京大学法学部教授・13年上海総領事）
- 須永和男（19年カタール大使・16年ASEAN大使）
- 姫野勉（17年ガーナ大使）
- 平石好伸（17年チリ大使・14年ジンバブエ大使）
- 水谷章（19年オーストリア大使・17年立命館アジア太平洋大学教授）
- 齊藤貢（18年イラン大使・15年オマーン大使）

## 主な著作
- 『中国のマスコミとの付き合い方』（2005年12月、日本僑報社）
- 『パブリック･ディプロマシー～世論の時代の外交戦略』（共著、2007年9月、ＰＨＰ）
- 『“中露国境”交渉史―国境紛争はいかに決着したのか？』（2017年2月、作品社）

## 外部サイト
- 日中・広報文化交流最前線（インターネット新聞「日刊ベリタ」）
- 井出敬二中文个人網站 （中国語）
- 井出敬二（外務省）氏の寄稿コラム（サーチナ）